# Matthias Witthaus
Matthias Witthaus (Oberhausen, 11 oktober 1982) is een voormalig Duits hockeyer. 
Witthaus is met 335 interlands recordinternational van de Duitse mannenploeg.
Witthaus nam deel aan vier Olympische Zomerspelen en won in 2004 brons en in 2008 en 2012 de gouden medaille. Daarnaast werd Witthaus ook nog tweemaal wereldkampioen driemaal Europees kampioen met de Duitse ploeg.

## Erelijst
- 1999–  Europees kampioenschap in Padua
- 2000 –  Champions Trophy in Amstelveen
- 2000 – 5e Olympische Spelen in Sydney
- 2001 –  Champions Trophy in Rotterdam
- 2002 –  Wereldkampioenschap in Kuala Lumpur
- 2002 –  Champions Trophy in Keulen
- 2003 –  Europees kampioenschap in Barcelona
- 2004 –  Olympische Spelen in Athene
- 2005 –  Europees kampioenschap in Leipzig
- 2005 – 4e Champions Trophy in Chennai
- 2006 –  Champions Trophy in Terrassa
- 2006 –  Wereldkampioenschap in Mönchengladbach
- 2007 – 4e Europees kampioenschap in Manchester
- 2007 –  Champions Trophy in Kuala Lumpur
- 2008 – 5e Champions Trophy in Rotterdam
- 2008 –  Olympische Spelen in Peking
- 2009 –  Champions Trophy in Melbourne
- 2010 –  Wereldkampioenschap in New Delhi
- 2011 –  Europees kampioenschap in Mönchengladbach
- 2012 –  Olympische Spelen in Londen

Clemens Arnold · 
Christoph Bechmann · 
Philipp Crone · 
Oliver Domke · 
Christoph Eimer · 
Björn Emmerling · 
Michael Green · 
Florian Kunz · 
Christian Mayerhöfer  · 
Björn Michel · 
Sascha Reinelt · 
Christopher Reitz · 
Ulrich Moissl · 
Christian Wein · 
Tibor Weißenborn · 
Matthias Witthaus · 
Coach: Paul Lissek
Clemens Arnold · 
Christoph Bechmann · 
Sebastian Biederlack · 
Philipp Crone · 
Eike Duckwitz · 
Christoph Eimer · 
Björn Emmerling · 
Florian Kunz  · 
Björn Michel · 
Sascha Reinelt · 
Justus Scharowsky · 
Ulrich Moissl · 
Christian Schulte · 
Tibor Weißenborn · 
Timo Weß · 
Matthias Witthaus · 
Christopher Zeller · 
Coach: Bernhard Peters
Sebastian Biederlack · 
Moritz Fürste · 
Tobias Hauke · 
Florian Keller · 
Oliver Korn · 
Niklas Meinert · 
Jan-Marco Montag · 
Maximilian Müller · 
Carlos Nevado · 
Max Weinhold · 
Tibor Weißenborn · 
Benjamin Weß · 
Timo Weß  · 
Philip Witte · 
Matthias Witthaus · 
Christopher Zeller · 
Philipp Zeller · 
Coach: Markus Weise
Oskar Deecke · 
Florian Fuchs · 
Moritz Fürste · 
Martin Häner · 
Tobias Hauke · 
Oliver Korn · 
Maximilian Müller  · 
Jan-Philipp Rabente · 
Thilo Stralkowski · 
Max Weinhold · 
Christopher Wesley · 
Benjamin Weß · 
Timo Weß · 
Matthias Witthaus · 
Christopher Zeller · 
Philipp Zeller · 
Coach: Markus Weise